# Alessandro Gamberini
Alessandro Gamberini (Bolonia, Provincia de Bolonia, Italia, 27 de agosto de 1981) es un exfutbolista italiano que jugaba de defensa.

## Trayectoria
Gamberini empezó su carrera futbolística en las categorías inferiores de un equipo de su ciudad natal, el Bolonia, hasta que el 9 de enero de 2000 debutó con el primer equipo en un partido de la Serie A: Lazio 3 - 1 Bolonia. En sus primeras temporadas Gamberini no disfrutó de muchas oportunidades de jugar, así que en la temporada 2002-03 el club decidió cederlo para que el jugador ganara experiencia. De este modo Gamberini militó un año en el Hellas Verona, equipo que por aquel entonces jugaba en la Serie B. A su regreso ya se hizo un hueco en el equipo titular, disputando 44 partidos en dos años. 
En la temporada 2004-05 el Bolonia perdió la categoría y descendió a la Serie B. El 4 de julio Gamberini fichó por la Fiorentina, que realizó un desembolso económico cercano a los tres millones de euros para hacerse con sus servicios. El 4 de marzo de 2007 Gamberini se estrenó como goleador en la Serie A marcando dos goles al Torino. Al final de la temporada 2007-08 Gamberini fue elegido mejor jugador de su equipo, según los usuarios de la web oficial del club Viola.
El 16 de julio de 2012 fichó por el Napoli. Su primer partido con la camiseta azzurra se produjo el 16 de septiembre ante el Parma. Debido a sus buenas actuaciones y también a una lesión de Britos, Gamberini se convirtió en titular reemplazando a Aronica en la defensa napolitana. Durante la temporada 2012-13 totalizó 30 presencias, marcando un gol contra el Bolonia.
El 22 de agosto de 2013 fue cedido a préstamo al Genoa, entrenado por su excompañero en la Fiorentina Liverani. El 24 de julio de 2014 fichó por el Chievo Verona, firmando un contrato de dos años.
El 3 de julio de 2018 anunció su retirada como futbolista y se convirtió en entrenador de los juveniles del Chievo.

### Selección nacional
Con la selección italiana sub-21 se proclamó campeón de la Eurocopa Sub-21 de 2004.
Fue internacional con la selección absoluta en 8 ocasiones. Su debut como internacional se produjo el 17 de octubre de 2007 en el partido amistoso ante Sudáfrica, que terminó 2 a 0 para los europeos. 
Fue convocado para participar en la Eurocopa de Austria y Suiza de 2008 a última hora, debido a la lesión de Fabio Cannavaro, aunque al final el entrenador Donadoni no le dio oportunidad de debutar en esa competición.

### Participaciones en Eurocopas
| Eurocopa      | Sede            | Resultado        | Partidos | Goles |
| ------------- | --------------- | ---------------- | -------- | ----- |
| Eurocopa 2008 | Austria y Suiza | Cuartos de final | 0        | 0     |

## Clubes
| Club                         | País   | Año         | PJ  | Goles |
| ---------------------------- | ------ | ----------- | --- | ----- |
| Bolonia F. C. 1909           | Italia | 2000 - 2002 | 39  | 1     |
| Hellas Verona F. C. (cedido) | Italia | 2002 - 2003 | 21  | 0     |
| Bolonia F. C. 1909           | Italia | 2003 - 2005 | 52  | 0     |
| A. C. F. Fiorentina          | Italia | 2005 - 2012 | 225 | 6     |
| S. S. C. Napoli              | Italia | 2012 - 2013 | 30  | 1     |
| Genoa C. F. C. (cedido)      | Italia | 2013 - 2014 | 10  | 0     |
| A. C. ChievoVerona           | Italia | 2014 - 2018 | 88  | 1     |

## Palmarés

### Copas internacionales
| Título          | Equipo                    | Año  |
| --------------- | ------------------------- | ---- |
| Eurocopa Sub-21 | Selección italiana sub-21 | 2004 |